# WayV CONCERT "ON THE Way"
《WayV CONCERT "ON THE Way"》은 중국의 음악 그룹 WayV의 첫 번째 콘서트 투어이다.

## 개요
2024년 6월 17일, NCT 일본 공식 홈페이지를 통해 WayV의 첫번째 아시아 투어의 일환으로 개최될 일본 투어의 일정을 앞서 공개하였으며 뒤이어 18일에는 NCT 공식 SNS를 통해 국내, 일본 외 아시아 지역 내의 투어 상세 일정이 공개되었다,

## FINAL IN SEOUL
2024년 12월 11일, 공식 SNS와 Weverse를 통해 투어의 대미를 장식하는 2일 간의 국내 투어 일정을 공지하였고 5일 뒤인 16일에 팬클럽 선행 예매가 17일에는 일반 예매가 인터파크를 통해 진행되었다. 기존의 구성에 6번째 미니앨범 〈Frequency〉의 수록곡들을 추가한 구성으로 WayV는 6개월간에 걸친 총 20회의 아시아 투어를 통해 약 16만여명의 누적 관객을 기록하였다.

## 투어 일정
| 일정            | 도시     | 국가       | 장소                         | 관객 동원     |
| --------------- | -------- | ---------- | ---------------------------- | ------------- |
| 2024년 8월 17일 | 나고야시 | 일본       | 포트 멧세 나고야 제1전시관   | 통산 26,000명 |
| 2024년 8월 18일 | 나고야시 | 일본       | 포트 멧세 나고야 제1전시관   | 통산 26,000명 |
| 2024년 8월 21일 | 북경     | 중국       | 내셔널 인도어 스타디움       | 8,000명       |
| 2024년 8월 24일 | 광주     | 중국       | 광저우 체육관                | 8,000명       |
| 2024년 8월 28일 | 무한     | 중국       | 우한 국제 박람센터 B5관      | 10,000명      |
| 2024년 8월 31일 | 상해     | 중국       | 메르세데스 벤츠 아레나       | 13,000명      |
| 2024년 9월 2일  | 성도     | 중국       | 동안강 체육공원 체육관       | 7,000명       |
| 2024년 9월 7일  | 남경     | 중국       | 난징 유스 올림픽 체육 공원   | 10,000명      |
| 2024년 9월 22일 | 고베시   | 일본       | 고베 월드 기념 홀            | 통산 10,000명 |
| 2024년 9월 23일 | 고베시   | 일본       | 고베 월드 기념 홀            | 통산 10,000명 |
| 2024년 9월 28일 | 동경     | 일본       | 국립 요요기 경기장 제1체육관 | 통산 24,000명 |
| 2024년 9월 29일 | 동경     | 일본       | 국립 요요기 경기장 제1체육관 | 통산 24,000명 |
| 2024년 10월 5일 | 자카르타 | 인도네시아 | 이스토라 세나얀              | 3,000명       |
| 2024년 11월 2일 | 방콕     | 태국       | 임팩트 아레나 무앙 통 타니   | 통산 30,000명 |
| 2024년 11월 3일 | 방콕     | 태국       | 임팩트 아레나 무앙 통 타니   | 통산 30,000명 |
| 2024년 11월 9일 | 타이베이 | 대만       | 신베이 박람회장              | 3,000명       |
| 2025년 1월 4일  | 홍콩     | 홍콩       | 아시아 월드 엑스포 홀 10     | 5,000명       |
| 2025년 2월 15일 | 마카오   | 마카오     | 스튜디오 시티 이벤트 센터    | 6,000명       |
| 2025년 2월 22일 | 서울     | 대한민국   | 블루스퀘어 마스터카드 홀     | 통산 3,000명  |
| 2025년 2월 23일 | 서울     | 대한민국   | 블루스퀘어 마스터카드 홀     | 통산 3,000명  |

## 세트 리스트
- Opening VCR -
- Moonwalk (天選之城)
- Turn Back Time (KR)
- 無翼而飛 (Take Off)

- VCR #2 -
- Images (JP)
- Poppin' Love (心动预告)
- Miracle (EN)
- 月之迷 (Nectar)

- Ment -
- Deep Ocean (JP)
- Domino (多米諾)
- Love Talk (EN)

- VCR #3 -
- 时间拼图 (Broken Love)
- No One But You
- 天空海 (Horizon) (쿤, 텐, 샤오쥔)
- RODEO (冒险行动) (헨드리, 양양)
- Tempo (JP)
- What A Good Time (JP)

- Ment -
- Action Figure
- 理所当然 (Regular)

- VCR #4 -
- Give Me That (KR)
- Kick Back (KR)
- Go Higher (JP)

- Ment -
- She A Wolf (KR)
- On My Youth (EN)

- Encore -
- New Ride (浪漫公路)
- Welcome To Paradise (JP)

- Ment -
- Bandage (JP)

- Opening VCR -
- Moonwalk (天選之城)
- Turn Back Time (超時空 回)
- 無翼而飛 (Take Off)

- VCR #2 -
- Might As Well (预言)
- Poppin' Love (心动预告)
- Miracle (EN)
- 月之迷 (Nectar)

- Ment -
- After Midnight
- Domino (多米諾)
- Love Talk (EN)

- VCR #3 -
- 时间拼图 (Broken Love)
- No One But You
- 天空海 (Horizon) (쿤, 텐, 샤오쥔)
- RODEO (冒险行动) (헨드리, 양양)
- Ain't No Thang
- Electric Hearts

- Ment -
- Action Figure
- 理所当然 (Regular)

- VCR #4 -
- Give Me That
- 秘境 (Kick Back)
- Phamtom

- Ment -
- She A Wolf (CH)
- On My Youth (遗憾效应)

- Encore -
- Good Life
- New Ride (浪漫公路)

- Ment -
- Be Alright (未來電台)

- Opening VCR -
- Moonwalk (天選之城)
- Turn Back Time (KR)
- 無翼而飛 (Take Off)

- VCR #2 -
- Might As Well (预言)
- Poppin' Love (心动预告)
- Miracle (EN)
- 月之迷 (Nectar)

- Ment -
- After Midnight
- Domino (多米諾)
- Love Talk (EN)

- VCR #3 -
- 时间拼图 (Broken Love)
- No One But You
- 天空海 (Horizon) (쿤, 텐, 샤오쥔)
- RODEO (冒险行动) (헨드리, 양양)
- Ain't No Thang
- Electric Hearts

- Ment -
- Action Figure
- 理所当然 (Regular)

- VCR #4 -
- Give Me That (KR)
- Kick Back (KR)
- Phamtom (KR)

- Ment -
- She A Wolf
- On My Youth (EN)

- Encore -
- Good Life자카르타 / Don't Get Mad방콕
- New Ride (浪漫公路)

- Ment -
- Be Alright (未來電台)

- Opening VCR -
- Moonwalk (天選之城)
- Turn Back Time (超時空 回)
- 無翼而飛 (Take Off)

- VCR #2 -
- Might As Well (预言)
- Poppin' Love (心动预告)
- Miracle (EN)
- 月之迷 (Nectar)

- Ment -
- After Midnight
- Domino (多米諾)
- Love Talk (EN)

- VCR #3 -
- 时间拼图 (Broken Love)
- No One But You
- 天空海 (Horizon) (쿤, 텐, 샤오쥔)
- RODEO (冒险行动) (헨드리, 양양)
- Ain't No Thang
- Electric Hearts

- Ment -
- Action Figure
- 理所当然 (Regular)

- VCR #4 -
- Give Me That타이베이 / FREQUENCY홍콩 ~ 마카오 (CH)
- 秘境 (Kick Back)
- Phamtom

- Ment -
- She A Wolf (CH)
- On My Youth (遗憾效应)

- Encore -
- Don't Get Mad
- New Ride (浪漫公路)

- Ment -
- Be Alright (未來電台)

- Opening VCR -
- Moonwalk (天選之城)
- Turn Back Time (KR)
- 無翼而飛 (Take Off)

- VCR #2 -
- Might As Well (预言)
- Poppin' Love (心动预告)
- Miracle (EN)
- 月之迷 (Nectar)

- Ment -
- Deep Ocean (JP)
- Domino (多米諾)
- Love Talk (EN)

- VCR #3 -
- 时间拼图 (Broken Love)
- No One But You
- Call Me
- 天空海 (Horizon) (쿤, 텐, 샤오쥔)
- RODEO (冒险行动) (헨드리, 양양)
- Electric Hearts

- Ment -
- Action Figure
- 理所当然 (Regular)

- VCR #4 -
- HIGH FIVE
- Kick Back (KR)
- FREQUENCY (KR)

- Ment -
- She A Wolf (KR)
- On My Youth (EN)

- Encore -
- Be Alright (未來電台)
- Bandage (JP)

- Ment -
- Give Me That (KR)

## 제작
- WayV (쿤, 텐, 샤오쥔, 헨드리, 양양)
- 기획 : SM 엔터테인먼트